# ریسرچ‌گیت
ریسرچ‌گیت (انگلیسی: ResearchGate) یک شبکه اجتماعی علمی برای پژوهشگران، دانشمندان، استادان و دانشجویان سراسر جهان در جهت ارتباط، همکاری، پرسش و پاسخ و مبادله‌های علمی است.
این وبگاه در سال ۲۰۰۸ و توسط دو پزشک ویروس‌شناس به نام‌های ایاد مادیش و سورن هاف مایر، و یک متخصص رایانه به نام هارست فیکنشر در بوستون آمریکا راه‌اندازی شد و چندی بعد به برلین آلمان انتقال یافت. تعداد کاربران این شبکه اجتماعی از ۲۵۰۰۰ نفر در سال ۲۰۱۱ به شش میلیون نفر در پایان سال ۲۰۱۴، رسیده است. تعداد کارکنان آن نیز در پایان سال ۲۰۱۴، ۱۲۰ نفر گزارش شده‌است.
ریسرچ گیت برای اعضاء خود، شماری از ابزارها و امکانات جهت همکاری‌های علمی جهانی، فراهم می‌کند. ثبت نام در این شبکه رایگان است. این شبکه، محدود به یک رشته موضوعی خاص نیست و محققان از همه رشته‌ها می‌توانند در این شبکه ثبت نام کنند. بعد از ثبت نام، محقق می‌تواند عناوین تألیفات، زمینه‌های علاقه‌مندی و مهارت خود را از طریق پروفایل تخصصی خود با سایر محققان به اشتراک بگذارد(Giglia 2011).
- این شبکه توسط بنچ مارک کپیتال پشتیبانی می‌شود که سرمایه‌گذاری سایت‌های ای بای و توئیتر را نیز پشتیبانی می‌کند.
- اکتشاف، ارتباط و همکاری از اهداف اصلی این شبکه اجتماعی است.
- ریسرچ گیت را در ردیف سایت‌های آگاهی رسانی پژوهشی دسته‌بندی نموده‌اند.
- نتیجه مطالعه مادهاسادهان نشان داد که از میان شبکه‌های اجتماعی عمومی، فیس بوک و از میان شبکه‌های اجتماعی تخصصی ریسرچ گیت بیشترین استفاده را در بین محققان برای انجام فعالیت‌های دانشگاهی داشتند.
- در تحقیقی که پیرامون تحولات مشارکتی آزاد صورت گرفته‌است، شبکه ریسرچ گیت را، نوعی شبکه اجتماعی مشارکتی معرفی کرده‌است و کارکرد این نوع شبکه‌ها را در ۵ گروه شناسایی و شبکه، تعاملات و ارتباطات، اطلاعات محتوا، تمرکز موضوعی و درجه آزادی دسته‌بندی نموده است. هارملن نیز در پژوهشی تحت عنوان «تجزیه و تحلیلی برای درک پروهش»، شبکه اجتماعی ریسرچ گیت را به عنوان شبکه اجتماعی محققان، معرفی کرده‌است (Harmelen 2012).
- محققان برای بارگذاری تألیفات در پروفایل خود، هیچ محدودیتی ندارند و علاوه بر مقالات مجلات و کنفرانس‌ها، قادر هستند تا اطلاعات خام، نتایج منفی پژوهش، همچنین پژوهش‌های ناتمام را نیز بارگذاری نمایند.
- در شبکه اجتماعی علمی ریسرچ گیت همچنین محققان می‌توانند اختیار خود-آرشیوی آثار خود را داشته باشند تا برای جامعه علمی وسیعتری، قابل دسترس باشد. طبق الگوی دسترسی باز، اگر سیاست‌های کپی رایت اجازه دهد، محقق می‌تواند نسخه کامل آثار منتشر شده خود را در بخش انتشارات، بارگذاری نماید(Giglia 2011). در نتیجه ریسرچ گیت به عنوان یک سپردنگاه خود-آرشیوی نیز در نظر گرفته می‌شود. سیستمی که جاده سبز به دسترسی باز نامیده می‌شود.

## امکانات ریسرچ گیت
1. امکان ثبت نام رایگان برای افراد در همه حوزههای علمی و پژوهشی با استفاده از آدرس پست الکترونیکی دانشگاهی

1. امکان ایجاد پروفایل شخصی و قرار دادن اطلاعات مربوط به وابستگی سازمانی، زمینههای علاقهمندی، مهارتها و همچنین بارگذاری متن کامل تألیفات (با توجه به قوانین حق مؤلف) و پژوهش‌های منتشر نشده
2. مراحل ایجاد پروفایل:ورود به سایت ریسرچ گیت، وارد کردن نام و نام خانوادگی، وارد کردن اطلاعات دانشگاهی، وارد کردن رشتهٔ تحصیلی، اضافه نمودن مهارت‌ها و تخصص‌ها، آپلود عکس پروفایل.
3. وجود رابط و امکان انتقال پروفایل و انتشارات از سایر شبکه های اجتماعی مانند فیس بوک و لینکداین به ریسرچ گیت
4. امکان ایجاد و عضویت در گروههای عمومی(topics) و تخصصی(projects)
5. امکان جستجوی مشاغل، کنفرانس‌ها، همایشها، کارگاهها در موضوعات مورد علاقه
6. امکان جستجو براساس نام پژوهشگر، نام سازمان، نام مجلات، موضوع و غیره
7. امکان پرسیدن سوالات تخصصی و پاسخ دادن به سوالات تخصصی سایر افراد
8. امکان لایک کردن، دنبال کردن و نظر دادن در مورد سایر پژوهشگران و انتشارات آنها
9. رتبه‌بندی افراد و سازمانها (براساس رتبه افراد وابسته به آن سازمان) براساس شاخص نمره تأثیرگذاری
10. رتبه‌بندی افراد و سازمانها (براساس رتبه افراد وابسته به آن سازمان) براساس شاخص ریسرچ گیت یا آر. جی
11. امکان تأیید فعالیت‌های پژوهشی دیگران یا تأیید شدن فعالیت‌های پژوهشی خود از سوی سایر دنبال کنندگان
12. اطلاعات مربوط به تعداد دفعات و افرادی که هر مدرک را بازدید، بارگذاری و استناد کرده‌اند
13. اطلاعات مربوط به افرادی که دارای تألیف مشترک با هر پژوهشگر بوده‌اند
14. ریسرچ گیت موتور جستجوی معنایی خود را توسعه داده به این صورت که اجازه جستجوی همزمان در هفت بانک اطلاعاتی بزرگ مانند پاب مد، سایت سیر، ری پک، ناسالایبرری و … فراهم می‌کند، به گونه‌ای که امکان مشاهده چکیده و همچین دانلود مقالات کامل وجود. موتور جستجو، زنجیره وسیعی از اصطلاحاتی که از جستجوهای کلیدواژه‌ای استاندارد استفاده می‌کند را تحلیل تا نتایج دقیقتری به دست آورد.[۲][۳]

- رتبه ریسرچ گیت (انگلیسی: ResearchGate score) نمره‌ای است که شبکه ریسرچ گیت توسط الگوریتم مخصوص به خود، به هر محقق، دانشگاه یا مؤسسه اختصاص می‌دهد. رتبه آر. جی، تعامل بین محققان را که بخش مهمی از فرایند پژوهش است، قابل مشاهده و قابل سنجش می‌کند. رتبه آر. جی، وسیله سنجش اعتبار علمی پژوهشگران در شبکه اجتماعی ریسرچ گیت است. محققان با به اشتراک گذار تألیفات خود، امکان استفاده از بازخورد فوری همتایان را فراهم می‌آورند. همچنین تألیفات محقق، منبعی جهت کسب اعتبار برای او خواهد بود، چرا که تمامی فعالیت‌هایی که محقق در شبکه ریسرچ گیت انجام می‌دهد، از جمله فاکتورهای افزایش رتبه آر. جی وی خواهند بود چهار فاکتور برای تعیین میزان این نمره حائز اهمیت می‌باشد؛ تعداد تألیفات به اشتراک گذاری شده؛ فعالیت محقق در پرسیدن سؤال؛ پاسخ به سوالات سایرین؛ دنبال کننده‌ها.
- امتیاز تأثیر مقالات (انگلیسی: Impact points) مجموع ضریب تأثی مجلاتی است که مقالات محقق در آن به چاپ رسیده است. در واقع عدد اختصاص یافته براساس کیفیت و کمیت مجله برآورد می‌شود. مجموع این ضریب تأثیرهای مقالات، امتیاز تأثیر مقالات برای هر محقق را مشخص می‌کند.
- قابلیت داشبورد خدمتی دیگر از این شبکه اجتماعی است، به این صورت که نمایی تصویری از تعداد افرادی که پروفایل و مطالب به اشتراک گذاری شده محقق را مشاهده و با ایشان تعامل برقرار کرده‌اند، در اختیار محقق قرار می‌دهد.
- استنادات (انگلیسی: citation) یکی دیگر از قابلیت‌های شبکه برای پژوهشگران، امکان نشان دادن استنادات مقالات به اشتراک گذاری شده توسط محققان است. به این صورت که محققان قادرند، منابعی که در تألیفات خود به آن‌ها استناد نموده‌اند و منابعی که مقالات آن‌ها را مورد استناد قرار داده‌اند را در بخش "citation in" و "cited in" به مقاله خود اضافه نمایند. از دیگر قابلیت‌های این بخش این است که شبکه ریسرچ گیت به صورت خودکار، به محض استناد تألیفات توسط سایر محققان، فرد را مطلع می‌کند و استناد صورت گرفته را به تألیف او اضافه می‌کند. در واقع محقق در مورد اینکه چگونه محققان با تألیفات او تعامل برقرار می‌کنند آگاه می‌شود. تعداد و مشخصات مقالات استنادکننده به مقالات محقق، علاوه بر اینکه در صفحه مقالات ظاهر می‌گردد، در پروفایل محقق هم به صورت خودکار می‌آید. از جمله ایمیل‌هایی که از طرف شبکه برای محقق ارسال می‌شود، ایمیل اطلاع‌رسانی ر مورد کسانی است که به مقالات او استناد نموده‌اند و هم‌اکنون عضو شبکه هستند. با این ایمیل محقق تشویق به"دنبال کردن" استنادکننده‌ها و برقراری تعامل با آن‌ها می‌شود.

1. 1. روش‌های جستجوی مدارک علمی در ریسرچ گیت
    1. جستجوی ساده(انگلیسی: Basic Search): جستجوی آزاد براساس وارد کردن کلیدواژه‌ها، عنوان مدرک، نام نویسنده، نام دانشگاه، و دیگر پارامترها در کادر جستجو و انتخاب گزینه "puplication" از منوی آبشاری سمت چپ کادر.
    2. جستجوی پیشرفته (انگلیسی: Advanced Search)
      1. جستجوی کلیدواژه‌ای
      2. جستجو براساس چکیده مدرک

    3. مرور مدارک براساس الفبای عنوان آن‌ها (انگلیسی: Browse puplication by title) مرور و تورق مدارک براساس حرف اول الفبای عنوان آن‌ها در پایین قسمت جستجوی پیشرفته و با کلیک روی یکی از حروف الفبا و مشاهده عناوین مدارک شروع شونده با آن حرف.

مشاغل
با انتخاب گزینه «مشاغل» در نوار ابزار ریسرچ گیت مشاغلی را براساس اطلاعات پروفایل شخصی کاربر به او توصیه می‌کند یا کاربر می‌تواند عناوین مشاغل مختلفی که به آن‌ها علاقه‌مند می‌باشد را نیز جستجو کند. برای این منظور بهتر است کاربر تمامی اطلاعات راجع به خود را در پروفایل شخصی اش برای دستیابی به مشاغل بهتر قرار دهد.
1. ریسرچ اینترست

زمانی که محققان مقاله‌ای را می‌خوانند، توصیه می‌کنند و یا به آن استناد می‌دهند، این امتیاز بالا می‌رود. ابتدا، یک محقق به یک مورد تحقیقاتی از طریق ریسرچ گیت دسترسی می‌یابد. اگر علاقه‌مند باشد، ممکن است متن کامل را (در صورتی که در دسترس باشد) بخواند. اگر آن‌ها به چیزی که می‌خوانند علاقه داشته باشند، ممکن است آن را توصیه کنند و اگر مقاله برای آن‌ها مناسب بود، ممکن است به آن مقاله استناد دهند.
این امتیاز بر اساس موارد زیر ساخته می‌شود:
امتیاز خواندن[3] برابر با 0/05
امتیاز خواندن تمام متن[4] برابر با 0/15
امتیاز توصیه به دیگران[5] برابر با 0/25
امتیاز استناد[6] برابر با 0/5
- خواندن زمانی صورت می‌گیرد که فردی خلاصه مقاله را ملاحظه کند یا بر روی تصویر آن کلیک نماید، در حالی‌که خواندن تمام متن زمانی صورت می‌گیرد که فردی مقاله را به صورت تمام متن ملاحظه یا دانلود کند.[۴]